# Siergiej Gierasimow

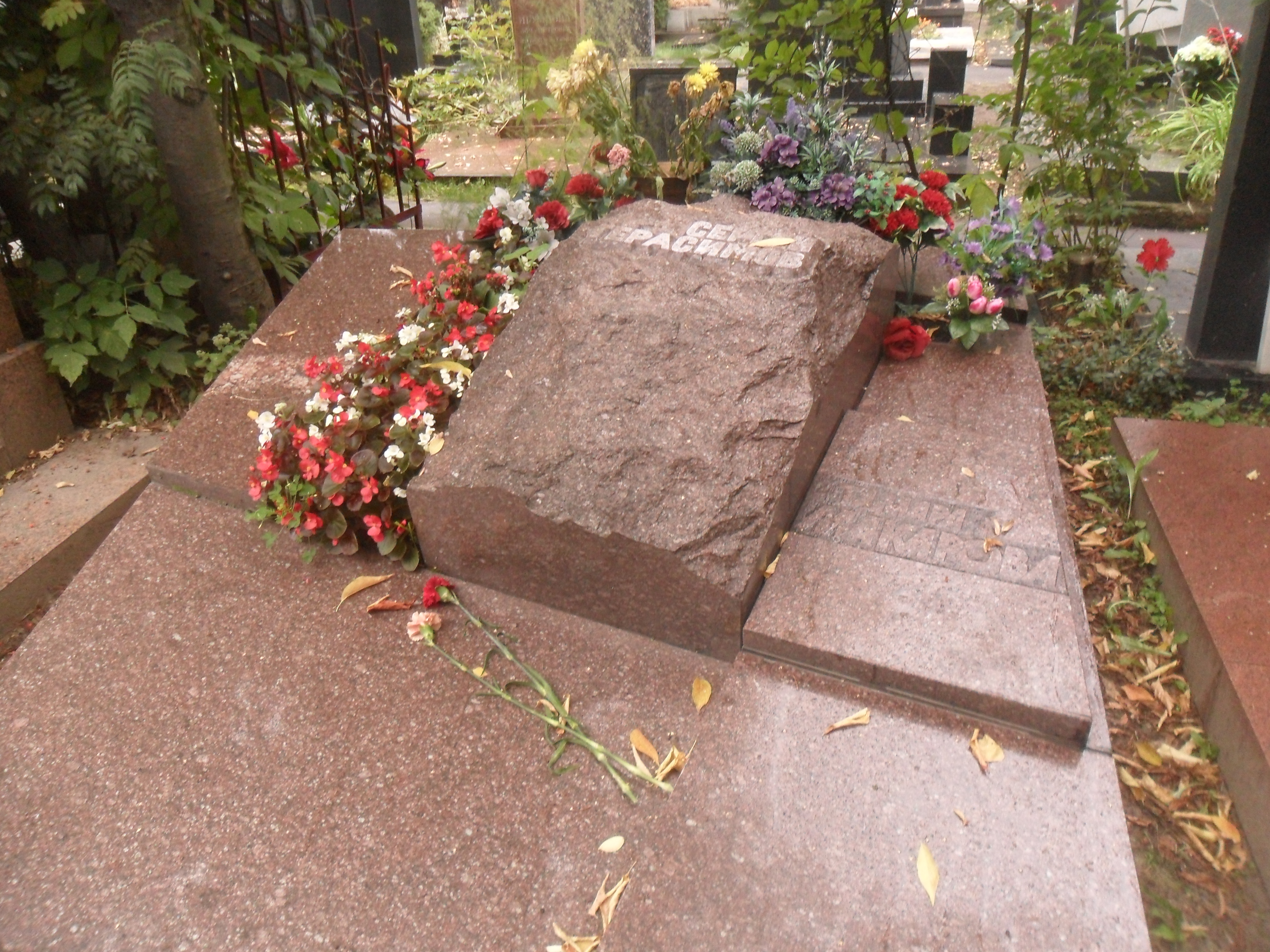
Grób Siergieja Gierasimowa i jego żony Tamary Makarowej na Cmentarzu Nowodziewiczym w Moskwie

Siergiej Apolinariewicz Gierasimow (ros. Сергей Апполинариевич Герасимов, ur. 21 maja?/3 czerwca 1906 we wsi Kundrawy w guberni orenburskiej, zm. 26 listopada 1985 w Moskwie) – radziecki reżyser, scenarzysta i aktor filmowy.

## Życiorys
Swoją karierę twórczą rozpoczął jako aktor w grupie feksów. Do najlepszych jego ról należą postacie awanturnika Miedoksa w filmie Sojusz wielkiej sprawy (S.W.D.) (1927) oraz rola dziennikarza w Nowym Babilonie (1929).
Należał do kierownictwa Związku Filmowców ZSRR. W latach 1944–1946 kierował Centralną Wytwórnią Filmów Dokumentalnych. Zasiadał w jury konkursu głównego na 1. MFF w Cannes (1946). 
Zajmował się także działalnością pedagogiczną – od 1944 był wykładowcą szkoły filmowej WGIK (w 1986 uczelni nadano jego imię), w 1978 został członkiem rzeczywistym Akademii Nauk Pedagogicznych ZSRR. Był także deputowanym do Rady Najwyższej ZSRR (1950–1958) i członkiem Prezydium Radzieckiego Komitetu Obrońców Pokoju (od 1950).
Za swoją twórczość został uhonorowany najwyższymi radzieckim nagrodami i odznaczeniami oraz tytułami ludowego artysty ZSRR i bohatera pracy socjalistycznej.
Pochowany na moskiewskim cmentarzu Nowodziewiczym.

## Filmografia
- 1925: Miszka walczy z Judeniczem (Мишки против Юденича, reż. G. Kozincew i L. Trauberg) – rola aktorska (szpicel)
- 1926: Czarcie koło (Чертово колесо, reż. G. Kozincew i L. Trauberg) – rola aktorska (człowiek-pytanie)
- 1926: Płaszcz (Шинель, reż. G. Kozincew i L. Trauberg) według opowiadania Gogola – rola aktorska (urzędnik)
- 1927: Braciszek (Братишка, reż. G. Kozincew i L. Trauberg) – rola aktorska (drugi kierowca)
- 1927: Sojusz wielkiej sprawy (Союз великого дела, reż. G. Kozincew i L. Trauberg) – rola aktorska (Miedoks)
- 1929: Nowy Babilon (Новый Вавилон, reż. G. Kozincew i L. Trauberg) – rola aktorska (żurnalista)
- 1929: Człowiek, który stracił pamięć (Обломок империи, reż. F. Ermler) – rola aktorska (mienszewik)
- 1930: Dwadzieścia dwa nieszczęścia (Двадцать два несчастья) – reżyseria (wspólnie z S. Bartieniewem)
- 1931: Wioska na Ałtaju (Одна, reż. G. Kozincew i L. Trauberg) – rola aktorska (przewodniczący sielsowietu)
- 1932: Serce Salomona (Сердце Соломона) – reżyseria (wspólnie z M. Kriesinem), autor scenariusza
- 1932: Las (Лес) – reżyseria, współautor scenariusza
- 1932: Trzech żołnierzy (Три солдата, reż. Aleksandr Iwanow) – rola aktorska (командир стального полка)
- 1933: Dezerter (Дезертир, reż. W. Pudowkin) – rola aktorska (zdrajca)
- 1934: Czy cię kocham (Люблю ли тебя?) – reżyseria, autor scenariusza
- 1935: Granica (Граница, reż. M. Dubson) – rola aktorska (krawiec Jakow)
- 1936: Siedmiu śmiałych (Семеро смелых) – reżyseria, autor scenariusza
- 1938: Miasto młodzieży (Комсомольск) – reżyseria, autor scenariusza, rola aktorska (szpieg)
- 1939: Nauczyciel (Учитель) – reżyseria, autor scenariusza
- 1941: Maskarada (Маскарад) według dramatu Lermontowa – reżyseria, autor scenariusza, rola aktorska (Nieznajomy)
- 1941: Stara gwardia (Старая гвардия) – reżyseria
- 1941: Czapajew z nami (Чапаев с нами, reż. W. Pietrow) – autor scenariusza
- 1944: Wielka ziemia (Большая земля) – reżyseria, autor scenariusza
- 1948: Młoda gwardia (Молодая гвардия) według powieści Fadiejewa – reżyseria, autor scenariusza
- 1952: Wiejski lekarz (Сельский врач) – reżyseria
- 1958: Cichy Don (Тихий Дон) według powieści Szołochowa – reżyseria
- 1962: Ludzie i bestie (Люди и звери, ZSRR / NRD) – reżyseria, autor scenariusza, rola aktorska (książę Konstanty Lwow-Szczerbacki)
- 1967: Dziennikarz (Журналист) – reżyseria, autor scenariusza, rola aktorska (Kolesnikow)
- 1969: Nad jeziorem (У озера) – reżyseria, autor scenariusza, epizod aktorski
- 1974: Trzecia córka (Дочки-матери) – reżyseria, rola aktorska (Piotr Worobiow)
- 1976: Czerwone i czarne (Красное и чёрное) według powieści Stendhala – reżyseria, autor scenariusza
- 1980: Młodość Piotra Wielkiego (Юность Петра, ZSRR / NRD) według powieści A. Tołstoja – reżyseria, autor scenariusza
- 1981: Początek wielkich spraw (В начале славных дел, ZSRR / NRD) – reżyseria, autor scenariusza
- 1984: Lew Tołstoj (Лев Толстой) – reżyseria, autor scenariusza, rola aktorska (Lew Tołstoj)

## Nagrody i odznaczenia
- Order Czerwonego Sztandaru Pracy (dwukrotnie od 1940)
- Nagroda Stalinowska (trzykrotnie od 1941)
- Order Czerwonej Gwiazdy (1944)
- Ludowy Artysta ZSRR (1948)
- Order Lenina (czterokrotnie od 1961)
- Nagroda Leninowskiego Komsomołu (1970)
- Nagroda Państwowa ZSRR (1971)
- Bohater Pracy Socjalistycznej (1974)
- Nagroda Leninowska (1984)
- Order Rewolucji Październikowej
- czechosłowacki Order Lwa Białego III Klasy